# Interne controle
Interne controle of informatiecontrole is het proces dat gericht is op het verkrijgen van een redelijke mate van zekerheid omtrent het bereiken van doelstellingen op het gebied van:
- De effectiviteit en efficientie van de bedrijfsprocessen.
- De betrouwbaarheid van de financiële informatieverzorging.
- De naleving van relevante wet- en regelgeving, beleidsrichtlijnen en procedures.
- Het bewaken van activa of waarden.
- Risicomanagement en risk appetite.

Een andere definitie is: Interne controle is een gevolg van het delegeren van bevoegdheden en gericht op de wijze waarop en de mate waarin men gebruikmaakt van gedelegeerde bevoegdheden. Interne controle wordt namens of door de leiding uitgevoerd.
Interne controle wordt veelal in dezelfde adem genoemd met operational auditing dat zich ook richt op het doen van onderzoek naar de activiteiten binnen een bedrijf of instelling.
De benaming "interne controle" wordt vaak verward met "internal control", hierna control genoemd, dat zich richt op de beheersing van processen binnen de organisatie middels prestatie-indicatoren en -normen. Interne controle maakt echter wel deel uit van control. Hoewel het verschil voor veel mensen die zich verdiepen in het verschil tussen control en interne controle vrij duidelijk is, wordt toch geprobeerd de term informatiecontrole als vervanger voor de term interne controle in te burgeren. Starreveld definieert deze term als volgt: De controle op de betrouwbaarheid van door het informatie systeem geproduceerde informatie (Starreveld e.a., 2002, p. 89). Veel communicatie tussen personeel en de mensen die zorg moeten dragen voor control gaat weleens verkeerd, onder meer door de misvatting bij het overige personeel dat de term internal control de letterlijke vertaling is van interne controle.
Onder interne controle vallen ook maatregelen zoals verbandscontroles en controle technische functiescheiding.